# Torneio dos Cinco Clubes
O Torneio dos Cinco Clubes, também chamado de Torneio Extra, foi um torneio classificatório para o Torneio Rio–São Paulo de 1934 realizado pela APEA e que não foi concluído. Apesar da não conclusão, teve o São Paulo declarado campeão.

## História
Em 1934, o Torneio dos Cinco Clubes, assim como o Torneio Extra disputado no Rio de Janeiro, foi originalmente realizado como um torneio classificatório para o Torneio Rio-São Paulo de 1934. Entretanto, não houve conclusão dessa competição, pois houve a fundação da LPF, e o Corinthians e o Palestra Itália se retiraram. [carece de fontes?]
O São Paulo foi o que teve o melhor aproveitamento, mas o torneio não foi finalizado devido à cisão ocorrida. [carece de fontes?]
Conforme a edição do jornal A Gazeta Esportiva de 9 de março de 1935, a equipe tricolor foi declarada a campeã. [carece de fontes?]

## Classificação final
| Classificação - Final                                                   | Classificação - Final | Classificação - Final | Classificação - Final | Classificação - Final | Classificação - Final | Classificação - Final | Classificação - Final | Classificação - Final | Classificação - Final |
| Time                                                                    | Time                  | PG                    | J                     | V                     | E                     | D                     |                       |                       |                       |
| ----------------------------------------------------------------------- | --------------------- | --------------------- | --------------------- | --------------------- | --------------------- | --------------------- | --------------------- | --------------------- | --------------------- |
| 1                                                                       | São Paulo             | 10                    | 6                     | 5                     | 0                     | 1                     |                       |                       |                       |
| 2                                                                       | Corinthians           | 10                    | 7                     | 5                     | 0                     | 2                     |                       |                       |                       |
| 3                                                                       | Palestra Itália       | 4                     | 6                     | 1                     | 2                     | 3                     |                       |                       |                       |
| 4                                                                       | Portuguesa            | 5                     | 7                     | 2                     | 1                     | 4                     |                       |                       |                       |
| 5                                                                       | Santos                | 5                     | 8                     | 2                     | 1                     | 5                     |                       |                       |                       |
| PG - pontos ganhos; J - jogos; V - vitórias; E - empates; D - derrotas; |                       |                       |                       |                       |                       |                       |                       |                       |                       |

## Premiação
| Campeão do Torneio Extra de 1934 |
| -------------------------------- |
| SÃO PAULO                        |